# Візеу (округ)
О́круг Візе́у, або Візе́уський о́круг (порт. Distrito de Viseu) — округ у Португалії. Окружний адміністративний центр — місто Візеу. Розташований в північній частині країни. Складова регіонів Центр і Північ. За старим адміністративним поділом, що був чинним до 1976 року, територія округу належала провінціям Трансмонтана і Верхнє Дору, Верхня Бейра і Берегове Дору. Площа — 6599 км². Поділяється на 24 муніципалітети і 277 парафій. Населення — 377 653 ос. (2011), густота населення — 57,23 осіб/км²
. Код ISO 3166-2 — PT-18. У складі округу є 2 міські агломерації: Велика Коїмбра та Велике Візеу.

## Географія
На північному заході межує з округом Порту, на півночі — з округом Віла-Реал, на північному сході — з округом Браганса, на сході — з округом Гуарда, на півдні — з округом Коїмбра, на заході — з округом Авейру.

## Муніципалітети
1. Армамар
2. Візеу
3. Віла-Нова-де-Пайва
4. Возела
5. Каррегал-ду-Сал
6. Каштру-Дайре
7. Ламегу
8. Мангуалде
9. Моймента-да-Бейра
10. Мортагуа
11. Нелаш
12. Олівейра-де-Фрадеш
13. Пеналва-ду-Каштелу
14. Пенедону
15. Резенде
16. Сан-Жуан-да-Пешкейра
17. Сан-Педру-ду-Сул
18. Санта-Комба-Дан
19. Сатан
20. Сернансельє
21. Сінфайнш
22. Табуасу
23. Тарока
24. Тондела